# تشارلز إدوارد تشرتش
تشارلز إدوارد تشرتش هو سياسي كندي، ولد في 3 يناير 1835 في Big Tancook Island ‏ في كندا، وتوفي في 3 يناير 1906 في History of Halifax, Nova Scotia ‏ في كندا. نشط حزبياً في الحزب الليبرالي الكندي. وقد انتخب عضو مجلس الشيوخ الكندي ‏ وانتخب عضو مجلس العموم الكندي.